# Radars trans-horizon de Jindalee
Les radars trans-horizon de Jindalee (en anglais Jindalee Operational Radar Network ou JORN) est un réseau de radars trans-horizon bistatiques qui peut surveiller les mouvements en mer et aérien débutant normalement à 1 000 km et allant jusqu'à 3 000 km des sites, et couvrant une zone totale de 37 000 km2. Il est utilisé pour la défense de l'Australie et peut également surveiller les opérations maritimes, la hauteur de vagues et la direction des vents.
Les principales stations au sol de JORN comprennent un centre de contrôle, appelé JCC, à la base aérienne Edinburgh de la RAAF en Australie du Sud et deux stations de transmission : JOR1 près de Longreach, au Queensland, et JOR2 près de Laverton, en Australie-Occidentale.

## Réseau
JORN dépend de l'interaction des signaux avec l'ionosphère, le signal l'utilise pour « rebondir » plus loin que l’horizon. Toutes les perturbations de cette couche atmosphérique affectent donc négativement ses performances. Le facteur le plus important influençant ce phénomène sont les variations au lever et coucher du soleil, ainsi que les perturbations solaires. 
L'efficacité de JORN est également réduite par des conditions météorologiques extrêmes, notamment la foudre et une mer agitée. Il utilise aussi l'effet Doppler pour détecter des objets et il ne peut donc détecter que ceux se déplaçant avec une vitesse radiale par rapport au faisceau (les cibles se déplaçant tangentiellement ont une vitesse nulle).
JORN comprend :
- deux stations radar actives se composant d'un site d'émetteur et d'un site de récepteur, séparés par une grande distance pour empêcher l'émetteur d'interférer avec le récepteur : 
  - une au Queensland avec l'émetteur près de Longreach (JOR1) et le récepteur à Stonehenge avec tous deux une couverture de 90 degrés ;
  - une seconde en Australie-Occidentale près de Leonora (JOR2) et le récepteur à Laverton, avec une couverture à 180 degrés ;
- un centre de contrôle à la base Edinburgh de la RAAF en Australie Méridionale (JCC) ;
- sept transpondeurs à travers le nord pays ;
- douze ionosondes (radars pointant verticalement pour l'étude de l’ionosphère) réparties autour de l'Australie et de ses territoires.

Un autre système pour la recherche et le développement se situe à Alice Springs avec l'émetteur à Harts Range et le récepteur au mont Everard ayant une couverture à 90 degrés,.

## Utilisation
Officiellement, le système permet à la défense aérienne australienne d'observer l'activité aérienne et maritime au nord de l'Australie sur des distances allant jusqu'à 4 000 km. Cela comprend tout Java, Irian Jaya, la Papouasie-Nouvelle-Guinée, les Îles Salomon, et peut parfois inclure Singapour. Cependant, en 1997, le prototype a pu détecter les lancements de missiles par la Chine à plus de 5 500 km. JORN est si sensible qu'il est capable de suivre des avions aussi petits qu'un Cessna 172 qui décollent et atterrissent au Timor oriental à 2 600 km de distance.
Le réseau serait également en mesure de détecter des avions furtifs, car ceux-ci sont généralement conçus uniquement pour éviter la détection par radar micro-ondes. Un projet de recherche coopératif, appelé DUNDEE, avec la défense antimissile des États-Unis, portait sur l'utilisation possible de JORN pour détecter des missiles pour qu'il joue un rôle dans les futures initiatives de la Missile Defence Agency, en détectant et en suivant les lancements de missiles en Asie.

### Vol Malaysia Airlines 370
Selon la RAAF, au moment de la disparition mystérieuse du vol 370 Malaysia Airlines JORN n'était pas opérationnel et le MH370 aurait été peu susceptible d'être détecté de toute façon par le système en raison de la portée radar, des conditions ionosphériques et d'un manque d'informations sur la trajectoire de vol possible du MH370 vers l'Australie.

## Exportation
En 2024, des responsables militaires des États-Unis se sont déclarés intéressé par l'achat de cette technologie. 
Le 18 mars 2025, le nouveau premier ministre du Canada annonce vouloir signer un contrat de 6,5 milliards de dollars avec le gouvernement australien pour moderniser le système d'alerte du Nord, ce qui en ferait le important contrat à l'exportation de matériel militaire de l'Australie.